# Sergei Jewgenjewitsch Woronow
Sergei Jewgenjewitsch Woronow (russisch Сергей Евгеньевич Воронов; englisch Sergei Voronov; * 3. Oktober 1987 in Moskau, Sowjetunion) ist ein ehemaliger russischer Eiskunstläufer, der im Einzellauf startete.

## Karriere
Im Jahr 1991 begann Woronow mit dem Eiskunstlaufen. Zwei Jahre später brach er sich im Alter von fünf Jahren das Schlüsselbein bei einem Sturz auf dem Eis und seine Eltern wollten, dass er mit dem Eiskunstlaufen aufhört, doch Woronow setzte sich durch und machte weiter. Nachdem sein damaliger Trainer Rafael Harutjunjan Russland verlassen hatte, ging Woronow im Jahr 2002 nach Sankt Petersburg, um dort zu trainieren. Zunächst trainierte er bei Galina Kaschina, dann bei Alexei Urmanow, dem Olympiasieger von 1994 und Nikolai Morosow. Mittlerweile wird er von Eteri Tutberidse und Sergei Dudakow trainiert. Sein Choreograf ist Alexander Schulin.
2005 wurde Woronow vom russischen Eislaufverband erstmals für Juniorenweltmeisterschaften nominiert. Er musste aber nach der Qualifikationsrunde aufgrund einer Verletzung seinen Start zurückziehen. Im nächsten Jahr wurde er wiederum nominiert und wurde zweiter hinter Takahiko Kozuka.
Nachdem Woronow bei der Juniorenweltmeisterschaft 2007 den dritten Rang belegt hatte, wurde er, aufgrund enttäuschender Leistungen russischer Eiskunstläufer bei der Europameisterschaft, für die Weltmeisterschaft in Tokio nominiert. Dort belegte er den 19. Rang und war somit bester Russe.
In der darauffolgenden Saison konnte er den zweiten Platz bei der Trophée Eric Bompard belegen, nachdem er noch eine Woche zuvor wegen einer Verletzung bei Skate Canada nicht hatte antreten können. Im Januar 2008 wurde er überlegen mit mehr als 20 Punkten Vorsprung russischer Meister vor Andrei Lutai und dem Titelverteidiger Andrei Grjasew. Bei der Europameisterschaft desselben Jahre belegte er nach dem Kurzprogramm den sechsten Rang, konnte sich allerdings in der Kür noch steigern, zeigte die drittbeste Kür des Wettkampfs und wurde am Ende Vierter. Bei der Weltmeisterschaft im schwedischen Göteborg belegte er nach dem Kurzprogramm einen enttäuschenden 15. Rang, kämpfte sich aber mit der viertbesten Kür des Wettkampfs auf den 7. Rang des Gesamtklassements vor und sicherte dem russischen Verband so zwei Startplätze für die nächsten Weltmeisterschaften.
Der Beginn der Saison 2008/09 verlief für Woronow, mit einem 6. Platz bei Skate Canada und einem 7. Platz beim Cup of Russia, eher enttäuschend. Als Reaktion hierauf wechselte er zwischen der Grand-Prix-Serie und den russischen Meisterschaften sein Kurzprogramm. Die russischen Meisterschaften gewann Woronow mit einem Vorsprung von fast 32 Punkten. Doch weder bei der Weltmeisterschaft noch bei der Europameisterschaft 2009 konnte er an die Leistungen vom Vorjahr anknüpfen, er belegte den 13. bzw. 9. Platz.
In die darauffolgende Saison ging Woronow als russischer Vizemeister, nachdem Jewgeni Pljuschtschenko zurückgekehrt war. Bei der Europameisterschaft enttäuschte Woronow als 14. jedoch erneut und der russische Verband entschied sich, an seiner Stelle Artjom Borodulin zu den Olympischen Spielen mitzunehmen. Da Pljuschtschenko an der folgenden Weltmeisterschaft nicht teilnahm, rückte Woronow nach und belegte, wie schon bei der EM, den 14. Platz. Woronow beendete nach dieser Saison die Zusammenarbeit mit Alexei Urmanow und wechselte zu Nikolai Morosow.
Nach verletzungsbedingtem Ausscheiden bei seinen Grand-Prix-Wettbewerben verpasste Woronow bei der russischen Meisterschaft als Vierter das Podium und verpasste somit die Qualifikation für die Welt- und Europameisterschaft 2011.
Mit dem dritten Platz bei den russischen Meisterschaften konnte sich Woronow für 2012 wieder für die Europa- und die Weltmeisterschaft qualifizieren. Dort konnte er mit dem 10. bzw. 17. Platz allerdings erneut nicht überzeugen.
2014 errang Woronow mit Silber bei der Europameisterschaft in Budapest seine erste Medaille bei Europameisterschaften überhaupt. Ihm gelangen dabei persönliche Punktebestleistungen in beiden Segmenten sowie der Gesamtleistung, bei der er auf 252,55 Punkte kam. Er nahm trotz dieser Leistung weder an den Olympischen Spielen in Sotschi noch an der Weltmeisterschaft teil.
In der Saison 2014/15 erreichte Woronow erstmals in seiner Karriere das Podium bei beiden Wettbewerben der Grand-Prix-Serie, an denen er teilnahm. So beendete er sowohl den Cup of Russia als auch die NHK Trophy auf dem Silberrang und qualifizierte sich damit erstmals in seiner Karriere für das Grand-Prix-Finale. Dort gewann er mit Bronze sogleich seine erste Medaille. Es war die erste Medaille bei diesem Wettbewerb für den russischen Verband seit zehn Jahren.
Im Jahr 2020 erklärte Woronow seinen Rücktritt vom aktiven Wettkampfsport, er strebt nun eine Karriere als Trainer oder Choreograph an.

## Ergebnisse
| Meisterschaft / Jahr           | 2005  | 2006  | 2007  | 2008  | 2009  | 2010  | 2011  | 2012  | 2013  | 2014  | 2015  |
| ------------------------------ | ----- | ----- | ----- | ----- | ----- | ----- | ----- | ----- | ----- | ----- | ----- |
| Weltmeisterschaften            |       |       | 19.   | 7.    | 13.   | 14.   |       | 17.   |       |       |       |
| Europameisterschaften          |       |       |       | 4.    | 9.    | 14.   |       | 10.   | 7.    | 2.    |       |
| Juniorenweltmeisterschaften    | Z     | 2.    | 3.    |       |       |       |       |       |       |       |       |
| Russische Meisterschaften      | 6.    | 6.    | 6.    | 1.    | 1.    | 2.    | 4.    | 3.    | 2.    | 3.    |       |
| –                              |       |       |       |       |       |       |       |       |       |       |       |
| Grand-Prix-Wettbewerb / Saison | 04/05 | 05/06 | 06/07 | 07/08 | 08/09 | 09/10 | 10/11 | 11/12 | 12/13 | 13/14 | 14/15 |
| Grand-Prix-Finale              |       |       |       |       |       |       |       |       |       |       | 3.    |
| Skate America                  |       |       | 7.    |       |       |       |       |       |       |       |       |
| Skate Canada                   |       |       | 10.   |       | 6.    |       |       |       |       |       |       |
| Cup of Russia                  |       |       |       |       | 7.    |       |       | 7.    |       |       | 2.    |
| Trophée Eric Bompard           |       |       |       | 2.    |       | 6.    |       |       |       |       |       |
| Cup of China                   |       |       |       |       |       | 3.    | Z     |       | 3.    |       |       |
| NHK Trophy                     |       |       |       |       |       |       |       |       | 7.    | 9.    | 2.    |

Z = Zurückgezogen